# Галензув-Кольонія-Друга
Галензув-Кольонія-Друга (пол. Gałęzów-Kolonia Druga) — село в Польщі, у гміні Бихава Люблінського повіту Люблінського воєводства.
Населення — 256 осіб (2011).
У 1975-1998 роках село належало до Люблінського воєводства.

## Демографія
Демографічна структура станом на 31 березня 2011 року:
|          | Загалом | Допрацездатний вік | Працездатний вік | Постпрацездатний вік |
| -------- | ------- | ------------------ | ---------------- | -------------------- |
| Чоловіки | 130     | 31                 | 82               | 17                   |
| Жінки    | 126     | 27                 | 66               | 33                   |
| Разом    | 256     | 58                 | 148              | 50                   |